# Удильщики
Удильщики, или морские черти (лат. Lophius), — род морских лучепёрых рыб из семейства удильщиковых отряда удильщикообразных. Встречаются в Тихом и Атлантическом океанах. Длина тела от 50 до 150 см. В ископаемом виде известны с позднего эоцена.

## Классификация
На октябрь 2020 года род включают 7 ныне существующих видов:
- Lophius americanus Valenciennes, 1837 — Американский удильщик, или американский морской чёрт
- Lophius budegassa Spinola, 1807 — Чернобрюхий удильщик, или южноевропейский удильщик, или удильщик-будегасса
- Lophius gastrophysus Miranda Ribeiro, 1915 — Западноатлантический удильщик
- Lophius litulon (Jordan, 1902) — Дальневосточный морской чёрт, или дальневосточный удильщик
- Lophius piscatorius Linnaeus, 1758 — Европейский удильщик, или европейский морской чёрт
- Lophius vaillanti Regan, 1903 — Южноафриканский удильщик[1]
- Lophius vomerinus Valenciennes, 1837 — Капский удильщик, или бирманский удильщик[1]

По данным сайта Paleobiology Database, на октябрь 2020 года к роду относят ещё 3 вымерших вида:
- † Lophius brachysomus Agassiz, 1835
- † Lophius dolloi Leriche, 1908
- † Lophius orpiensis Leriche, 1906